# Deschaillons-sur-Saint-Laurent
Deschaillons-sur-Saint-Laurent es un municipio canadiense situado en la provincia de Quebec.

## Superficie
Deschaillons-sur-Saint-Laurent tiene una superficie de 36,51 km².

## Demografía
En 2021, tenía 906 habitantes, una densidad poblacional de 24,8 hab./km², y 541 viviendas.